# Lucio Antistio Burro
Lucio Antistio Burro Advento (en latín: Lucius Antistius Burrus Adventus; c. 149-188) fue un senador romano, que vivió en el siglo II y desarrolló su cursus honorum bajos los emperadores Marco Aurelio y Cómodo. Fue cónsul ordinario en el año 181 junto al propio emperador Cómodo. Era yerno de Marco Aurelio y de la emperatriz Faustina la Menor.

## Orígenes familiares
Burro originalmente provenía de una familia senatorial de Tibilis, una ciudad cerca de Hipona en la provincia de África. Aunque Burro nació y se crio en Tibilis, su familia no era de un linaje muy antiguo. Era hijo de Quinto Antistio Advento Postumio Aquilino cónsul sufecto en el año 166 y de una noble llamada Novia Crispina. Su madre es conocida por una inscripción honorífica dedicada a ella, que fue encontrada en la antigua provincia romana de Arabia Pétrea por parte de su marido cuando este ejercía su gobernación.

## Vida
En algún momento antes de la muerte del emperador Marco Aurelio en 180, Burro se comprometió y se casó con su hija menor, Vibia Aurelia Sabina, con quien vivía en Tibilis y al parecer no tuvieron hijos. Cómodo, hermano de Aurelia Sabina, ascendió al trono en 180 y Burro ocupó el cargo de cónsul ordinario al año siguiente, en 181.
En el 188, se vio envuelto con otros senadores en una conspiración contra Cómodo y finalmente fue ejecutado. Aurelia Sabina no estuvo involucrada y sobrevivió a su esposo en Tibilis, donde se volvió a casar y vivió hasta la muerte.